# Vovó Ninja
Vovó Ninja é um filme de comédia brasileiro, produzido pela Galeria Distribuidora e conta com roteiro de Rodrigo Goulart e Gustavo Acioly e direção de Bruno Barreto. O filme estreou nos cinemas brasileiros em 5 de setembro de 2024.  É estrelado por Glória Pires e por sua filha, Cléo Pires, que interpretam mãe e filha pela primeira vez na ficção. 

## Sinopse
Arlete (Gloria Pires) vive reclusa e tem um estilo de vida zen. Ela se prepara para receber os três netos em sua casa, depois de muito tempo sem vê-los. Arlete não tem muita intimidade ou jeito com as crianças, que estão insatisfeitas de passar as férias com a avó em um sítio sem internet, cheio de regras e tarefas domésticas.
Após uma tentativa de roubo no local, o caçula Davi (Angelo Vital) descobre que a avó tem habilidades fora do comum e, junto com os irmãos, faz de tudo para descobrir qual é o segredo de Arlete. 

## Elenco
- Glória Pires como Arlete [3] [4]
- Michel Felberg como
- Luiza Salles como Elis
- Angelo Vital como Davi
- Cleo como Marina
- Leandro Ramos
- Dadá Coelho
- Thiago Justino
- Pedro Abhull
- Pedro Miranda
- Miguel Lobo
- Luiza Nery
- Matheus Ceará